# Tom James
Thomas Watkin ("Tom") James (Cardiff, 11 maart 1984) is een Brits voormalig roeier. James maakte zijn debuut met een bronzen medaille in de acht tijdens de Wereldkampioenschappen roeien 2003. Bij de Olympische Zomerspelen 2004 behaalde James de negende plaat in de acht. Vier jaar later veroverde James de olympische titel in de vier-zonder-stuurman tijdens de Olympische Zomerspelen 2008. James behaalde tijdens de Wereldkampioenschappen roeien 2011 zijn enige wereldtitel in de vier-zonder-stuurman. Een jaar later prolongeerde James zijn olympische titel in de vier-zonder-stuurman tijdens de Olympische Zomerspelen 2012.

## Resultaten
- Wereldkampioenschappen roeien 2003 in Milaan  in de acht
- Olympische Zomerspelen 2004 in Athene 9e in de acht
- Wereldkampioenschappen roeien 2006 in Eton 6e in de twee-zonder-stuurman
- Wereldkampioenschappen roeien 2007 in München  in de acht
- Olympische Zomerspelen 2008 in Peking  in de vier-zonder-stuurman
- Wereldkampioenschappen roeien 2011 in Bled  in de vier-zonder-stuurman
- Olympische Zomerspelen 2012 in Londen  in de vier-zonder-stuurman

1904: Arthur Stockhoff & August Erker & Albert Nasse & George Dietz ·
1908: Robert Cudmore & James Angus Gillan & Duncan Mackinnon & Robert Somers-Smith ·
1924: Charles Eley & James MacNabb & Robert Morrison & Terence Sanders ·
1928: John Lander & Michael Warriner & Richard Beesly & Edward Bevan ·
1932: John Badcock & Hugh Edwards & Jack Beresford & Rowland George ·
1936: Rudolf Eckstein & Anton Rom & Martin Karl & Wilhelm Menne ·
1948: Giuseppe Moioli & Elio Morille & Giovanni Invernizzi & Franco Faggi ·
1952: Duje Bonačić & Velimir Valenta & Mate Trojanović & Petar Šegvić ·
1956: Archibald MacKinnon & Walter D'Hondt & Lorne Loomer & Donald Arnold ·
1960: Arthur Ayrault & Ted Nash & John Sayre & Richard Wailes ·
1964: John Ørsted Hansen & Bjørn Hasløv & Erik Petersen & Kurt Helmudt ·
1968: Frank Forberger & Frank Rühle & Dieter Grahn & Dieter Schubert ·
1972: Frank Forberger & Frank Rühle & Dieter Grahn & Dieter Schubert ·
1976: Siegfried Brietzke & Andreas Decker & Stefan Semmler & Wolfgang Mager ·
1980: [[Jürgen Thiele] & Andreas Decker & Stefan Semmler] & Siegfried Brietzke ·
1984: Les O'Connell & Shane O'Brien & Conrad Robertson & Keith Trask ·
1988: Roland Schröder & Thomas Greiner & Ralf Brudel & Olaf Förster ·
1992: Andrew Cooper & Nick Green & Mike McKay & James Tomkins ·
1996: Nick Green & Drew Ginn & James Tomkins & Mike McKay ·
2000: James Cracknell & Steve Redgrave & Tim Foster & Matthew Pinsent ·
2004: Steve Williams & James Cracknell & Ed Coode & Matthew Pinsent ·
2008: Tom James & Pete Reed & Andrew Triggs-Hodge & Steve Williams ·
2012: Alex Gregory & Pete Reed & Tom James & Andrew Triggs-Hodge ·
2016: Alex Gregory & Constantine Louloudis & George Nash & Mohamed Sbihi ·
2020: Alexander Purnell & Spencer Turrin  & Jack Hargreaves  & Alexander Hill ·
2024: Nick Mead & Justin Best & Michael Grady & Liam Corrigan